# Harry Collier

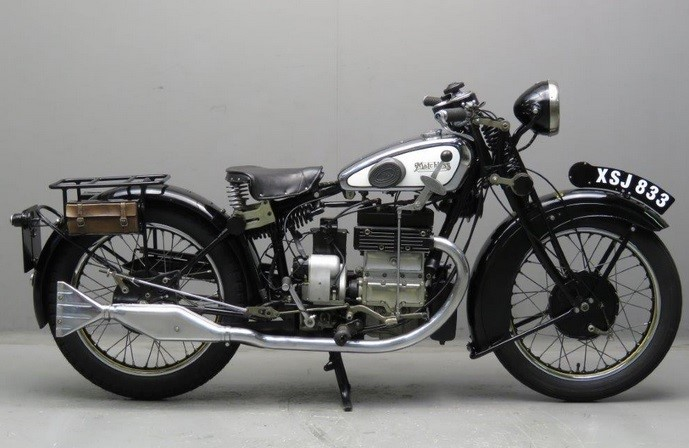
De Matchless Silver Arrow, een ontwerp van Harry Collier

Henry Albert "Harry" Collier (Plumstead, 1884-1944) was een Brits zakenman en motorcoureur. Hij was een van de initiatiefnemers van de Isle of Man TT, die hij in 1909 ook zelf won. Samen met zijn broers Charlie en Bert leidde hij H.A. Collier & Sons Ltd en later Amalgamated Motor Cycles en Associated Motor Cycles, waarin de merken AJS, James, Matchless, Norton en Sunbeam verenigd waren.
Harry nam samen met zijn broer Charlie het bedrijf H. Collier & Sons in Woolwich over van hun vader Henry Herbert Collier. Onder de naam "Matchless" gingen ze de fietsen die het bedrijf maakte, voorzien van inbouwmotoren en al snel ontstonden zo de "Matchless"-motorfietsen.
Harry en Charlie waren fanatieke motorracers en ze maakten al in de eerste jaren van de twintigste eeuw deel uit van het Britse team voor de Trophée International, een landenwedstrijd die jaarlijks werd georganiseerd. Omdat ze zich ergerden aan het sjoemelen met de reglementen, besloten ze in eigen land een wegrace met strakke regels te organiseren. Ze vonden gehoor bij de secretaris van de Auto-Cycle Union (ACU) Freddie Straight en de voorzitter van de Fédération Internationale des Clubs Motocyclistes, markies Joseph de Mouzilly Saint-Mars. In 1907 organiseerden ze de eerste Isle of Man TT, waarin Harry zelf de snelste ronde reed maar uitviel en die door Charlie werd gewonnen.
In 1909 won Harry de TT en hij was ook de eerste die een ronde reed met een gemiddelde snelheid van meer dan 50 mijl per uur. Harry bleef goede resultaten in de TT halen: in 1910 werd hij tweede in de TT, in 1911, toen er meer klassen werden ingesteld, werd hij vierde in de Senior TT en tweede in de Junior TT. In 1912 werd hij derde in de Senior TT, maar in 1913 en 1914 viel hij uit. Door het uitbreken van de Eerste Wereldoorlog werd er lang niet geracet, en toen men in 1920 weer begon met de Isle of Man TT was Harry inmiddels 36 jaar oud. Bovendien verscheen het merk Matchless pas in 1923 weer op het eiland Man.
Nadat ze al aan het begin van de jaren tien enkele eigen motorblokken hadden ontwikkeld, gingen de broers Collier aan het einde van de jaren twintig definitief eigen motorblokken gebruiken. Harry ontwikkelde onder meer de Matchless Silver Arrow, die in 1929 werd gepresenteerd en die een zeer bijzondere 400cc-V-twin-motor met een zeer kleine blokhoek had.
Charlie en Harry Collier moesten zich nu ook helemaal op de leiding van het bedrijf richten. Dat groeide gestaag, en toen ze in de jaren dertig de merken AJS en Sunbeam overnamen, ontstond het grootste Britse motorfietsconcern Associated Motor Cycles.
Harry Collier overleed in 1944 op 60-jarige leeftijd aan een ziekte.

## Isle of Man TT resultaten
| Jaar | Klasse                   | Team      | Motorfiets      | Plaats |                                  | Winnaar |
| ---- | ------------------------ | --------- | --------------- | ------ | -------------------------------- | ------- |
| 1907 | Single Cylinder TT       | Matchless | Matchless 3½ HP | DNF    | Charlie Collier, Matchless 3½ HP |         |
| 1908 | Single Cylinder TT       | Matchless | Matchless 3½ HP | DNF    | Jack Marshall, Triumph 3½ HP     |         |
| 1909 | 500 Single & 750 Twin TT | Matchless | Matchless 5 HP  | 1e     | Harry Collier, Matchless 5 HP    |         |
| 1910 | 500 Single & 750 Twin TT | Matchless | Matchless 5 HP  | 2e     | Charlie Collier, Matchless 5 HP  |         |
| 1911 | Junior TT                | Matchless | Matchless 2 HP  | 2e     | Percy Evans, Humber 2¾ HP        |         |
| 1911 | Senior TT                | Matchless | Matchless 4 HP  | 4e     | Oliver Godfrey, Indian 3¾ HP     |         |
| 1912 | Senior TT                | Matchless | Matchless       | 3e     | Frank Applebee, Scott            |         |
| 1913 | Senior TT                | Matchless | Matchless       | DNF    | Tim Wood, Scott                  |         |
| 1914 | Senior TT                | Matchless | Matchless       | DNF    | Cyril Pullin, Rudge              |         |